# Грохот
Грохот или Гроот (на македонска литературна норма: Гроот) е историко-географска област, разположена в централната част на Северна Македония. Областта обхваща малка територия по долината на река Тополка извираща от масива Мокра и спускаща се в източна посока към Велешкото долинно разширение, където се влива в река Вардар, като неин десен приток. Долината на Тополка е отделена от тази на Вардар и от град Велес от едноименния хълм Грохот. Най-високата му точка е 450 m.
Поречието на Грохот (Кюмюрджи-кол) не се отличава със стопанско благоденствие, няма градове. Типично селски район, населението е заето в земеделието и отглежда жито, ориз, тютюн, слънчоглед, мак. Сред иначе малките села най-значимо е село Чашка, явяващо се общински център за селцата от областите Грохот и Азот.

## Села в Грохот

### В Община Чашка
Горно Яболчище;
Долно Яболчище;
Еловец;
Чашка;
Раковец;
Горно Врановци;
Долно Врановци;
Мелница;
Лисиче;
Дреново;
Голозинци;

### В Община Велес
Карабунище;
Белещевица;
Ърлевци (Хърлевци);
Ращани;
Сояклари.